# John Bunch

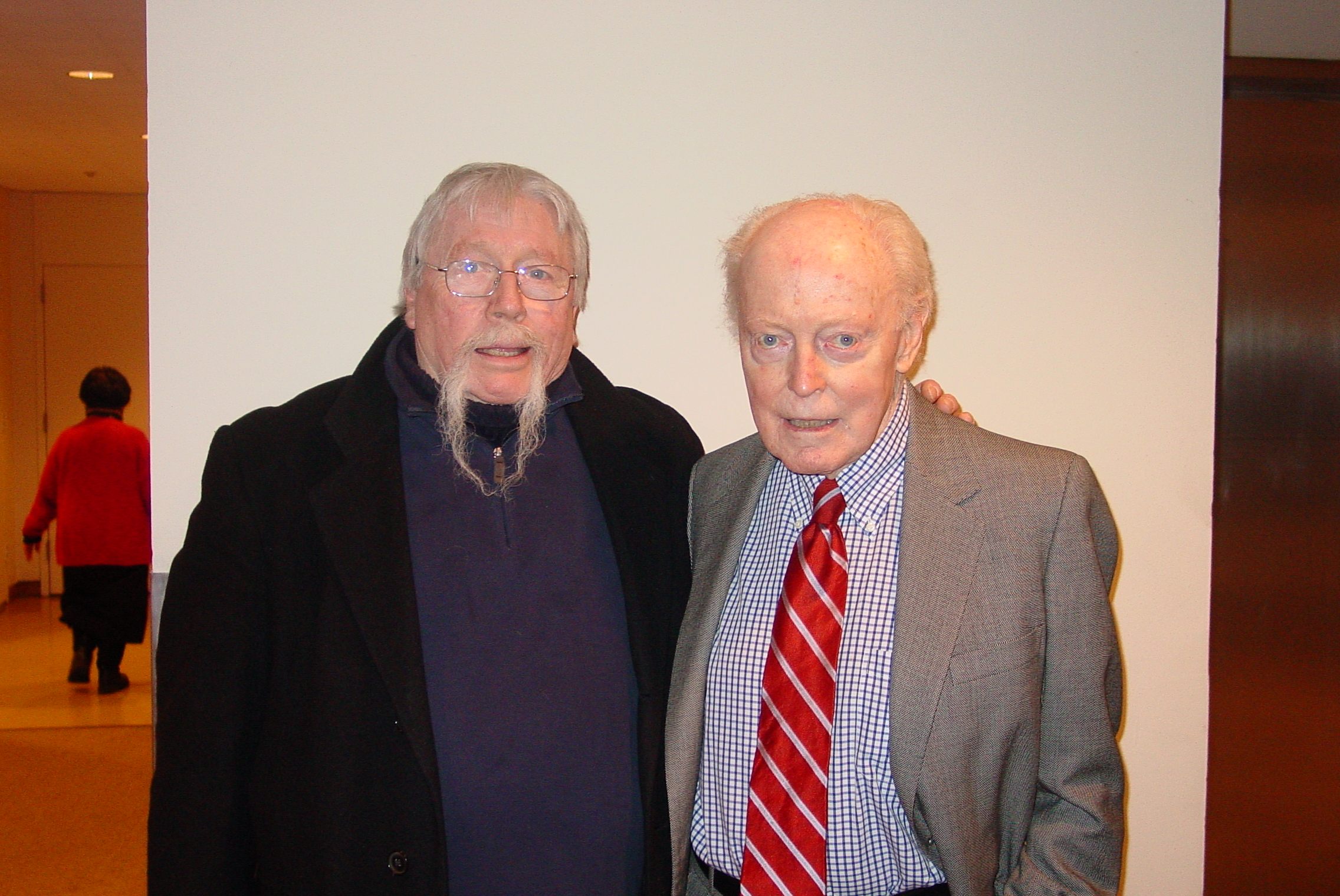
Dick Sheridan und John Bunch (2007)

John Bunch (* 1. Dezember 1921 in Tipton, Indiana; † 30. März 2010 in Manhattan, New York) war ein amerikanischer Jazzpianist.

## Leben und Wirken
Bunch wuchs in  Tipton, Indiana, einer kleinen Landgemeinde auf, studierte Klavier bei George Johnson, einem Jazzpianisten. Im Alter von 14 Jahren spielte er schon mit Bands von Erwachsenen in Zentral-Indiana.
Während des Zweiten Weltkriegs war er beim Air Corps als Bomberpilot auf einer B17 Flying Fortress-Maschine eingesetzt. Er und seine aus zehn Mann bestehende Crew wurden für Bombenangriffe über Deutschland eingesetzt; sein Flugzeug wurde im November 1944 abgeschossen und John Bunch geriet in deutsche Gefangenschaft.  Nach dem Krieg wollte er ein Musikstudium aufnehmen, wurde aber abgelehnt. An der Indiana University studierte Bunch dann im Hauptfach Sprachwissenschaften.
1950 schloss er sein Studium ab und arbeitete dann in Fabriken und als Versicherungsagent, 1956 ging er nach Los Angeles, wo er in der damaligen Jazzszene Aufnahme und Anerkennung fand. Bunch spielte zunächst bei Georgie Auld und Jimmy Rowles, der ihn später an Woody Herman weiter empfahl. 1958  siedelte John Bunch nach New York über, wo er bei Eddie Condon und in der Bop-Formation von Maynard Ferguson 1958 und Urbie Green 1959 spielte. Er nahm in dieser Zeit mit Ferguson auf, spielte mit anderen kleineren Bands wie mit Carmen Leggio und einem eigenen Trio, 1960 mit Rolf Kühn. 1961 arbeitete Bunch bei Buddy Rich, danach bei Gene Krupa (bis 1964) und mit Zoot Sims und Al Cohn (1961/1962). Auch unternahm er mit Benny Goodman eine Tournee in die UdSSR, über die er später in Jazz für die Russen – To Russia with Jazz berichtete, und tourte 1963 mit eigener Formation durch die USA und Mexiko.
Von 1966 bis 1972 arbeitete Bunch für Tony Bennett als Pianist und musikalischer Direktor. In den 1970er Jahren arbeitete er überdies bei Benny Goodman. Mitte der 1970er nahm er die ersten Schallplatten unter eigenem Namen auf, darunter ein vielbeachtetes Album mit Kompositionen von Kurt Weill. In den 1980er und 1990er Jahren spielte er oft in Begleitung von Scott Hamilton oder Warren Vaché. Daneben hatte er eigene Trio-Formationen, mit denen er Platten aufnahm, beispielsweise mit dem 1989 gegründeten New York Swing Trio mit Bucky Pizzarelli und Jay Leonhart, aber auch mit britischen Musikern, da er sich seit den 1990ern jeweils für längere Zeit in Großbritannien aufhielt.
Trotz seines fortgeschrittenen Alters war John Bunch bis zuletzt musikalisch aktiv; so trat er 2006 auf dem Edinburgh Jazz & Blues Festival mit seinem Quartett auf.

## Diskographie (Auswahl)
- John’s Bunch (Famous Door, 1975)
- John Bunch Plays Kurt Weill, 1975 (Chiaroscuro Records, 1991)
- Solo (Arbors Records, 1996)
- A Special Alliance (Arbors Records, 2002)

als Sideman
- Woody Herman: Woody Herman ‘58 (Verve Records, 1958)
- Maynard Ferguson: The Complete Roulette Recordings of the Maynard Ferguson Orchestra, 1958–1962  (10-CD Box, Mosaic Records, 1994); Bunch auf CD 1, 1958
- Buddy Rich/Max Roach: Rich Versus Roach (Mercury Records, 1959)
- Gene Krupa/Buddy Rich: Burnin’ Beat (Verve Records, 1962)
- Benny Goodman: Benny Goodman in Moscow (RCA Victor, 1962)
- Tony Bennett: Tony Makes It Happen! (Columbia Records, 1967)
- Al Cohn/Zoot Sims: Easy as Pie, 1968, Live at the Left Bank-Serie (Label M, 2000)
- Scott Hamilton: Swinging Young Scott (Famous Door, 1977)
- Butch Miles Sextet mit Scott Hamilton und Marky Markowitz: Miles and Miles of Swing (Famous Door, 1978)
- Warren Vaché: Midtown Jazz (Concord Jazz, 1982)
- Bucky Pizzarelli: 5 for Freddie (Arbors Jazz, 2007)

## Lexikalische Einträge
- Ian Carr, Digby Fairweather, Brian Priestley: The Rough Guide to Jazz. Rough Guides, London 2004, ISBN 1-843-53256-5 (3. Ausgabe), Seite 18
- Wolf Kampmann (Hrsg.), unter Mitarbeit von Ekkehard Jost: Reclams Jazzlexikon. Reclam, Stuttgart 2003, ISBN 3-15-010528-5.